# Djurö by
Djurö by is een plaats in de gemeente Värmdö in het landschap Uppland en de provincie Stockholms län in Zweden. De plaats heeft 151 inwoners (2005) en een oppervlakte van 86 hectare. De plaats ligt op het via bruggen met het vasteland verbonden eiland Djurö en grenst aan het Djuröviken een soort baai van de Oostzee. Voor de rest bestaat de directe omgeving van de plaats voornamelijk uit bos.